# STS-46
STS-46 — 12-й космічний політ шатла «Атлантіс» у рамках програми НАСА «Спейс Шаттл».

## Екіпаж

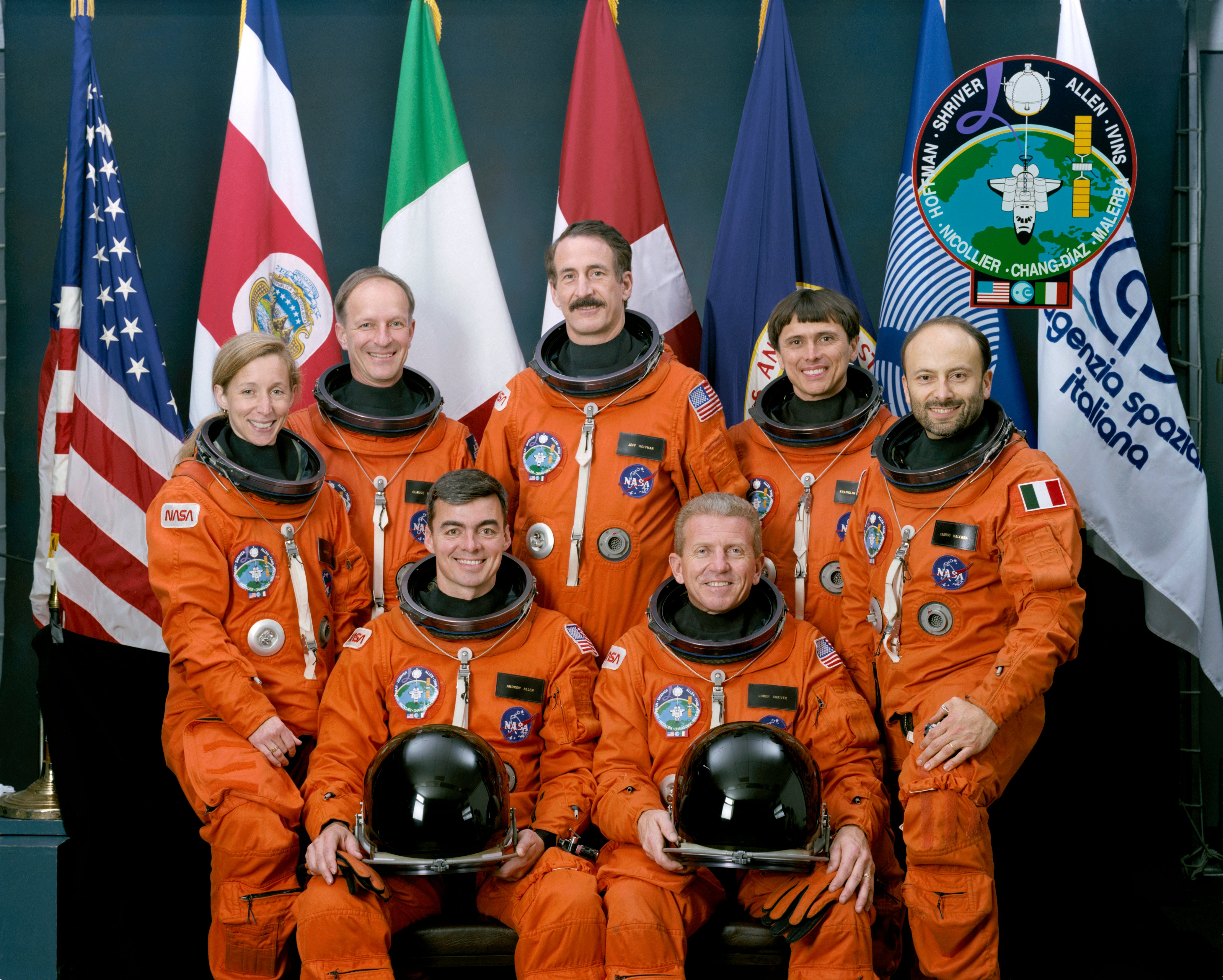
Екіпаж STS-46. Зліва направо — Сидять: Аллен, Шрайвер; Стоять: Айвінс, Нікольє, Хоффман, Чанг-Діас, Малерба

- (НАСА): Лорен Шрайвер- командир.
- (НАСА): Ендрю Аллен (1) — пілот.
- (НАСА): Джеффрі Хоффман (3) — фахівець польоту-1.
- (НАСА): Франклін Чанг-Діас (англ. Franklin Ramón Chang-Díaz) (3) — фахівець польоту-2.
- (ЄКА): Клод Нікольє (1) — фахівець польоту-3.
- (НАСА): Марша Айвінс (англ. Marsha Sue Ivins) (2) — фахівець польоту-4.
- (ASI): Франко Малерба (1) — фахівець польоту-5, керівник операцій з корисним навантаженням.

## Місія
Основними завданнями Місії були розгортання супутника ЕВРИКА Європейського космічного агентства (European Retrievable Carrier) і прив'язної супутникової системи (TSS), спільного проєкту NASA та Італійського космічного агентства.

## Особливості польоту
Основними завданнями місії STS-46 були виконання експериментів за програмами EURECA та італійського прив'язного супутника TSS (від англ. Tether Satellite System). Згідно спільним дослідженням НАСА та Італійського космічного агентства, було підтверджено, що TSS є унікальним носієм експериментальної апаратури, що базується на Шаттлі. Прив'язний супутник може доставити апаратуру у важкодоступні області атмосфери Землі, розташовані вище висот польоту аеростатних зондів, але нижче сфери сталого польоту супутників. Сам супутник складається із системи розгортання (трос довжиною 21,68 км) і сферичного супутника (діаметр 1,5 м при масі 516,6 кг), який має службовий модуль, що забезпечує електроживлення, телеметрію, навігацію і обробку даних, рухову установку і кілька наукових приладів.
Однак, у ході місії не вдалося здійснити повне розгортання TSS через механічну несправність системи розгортання. Всього спільна програма США та Італії обійшлася в 379 млн дол. (188 млн з яких припало на НАСА).
Європейський багаторазовий супутник «Еврика» (EURECA-1L, від англ. European Retrievable Carrier) є автономною експериментальною платформою (масою 4500 кг), на якій розміщені 15 установок для проведення понад 50 експериментів (встановлені біологічні зразки, обладнання для вирощування кристалів, прилади для спостереження за сонячним і космічним випромінюванням, детектори космічного пилу, телескоп рентгенівського і гамма-діапазону, та інші).

## Емблема
На емблемі місії STS-46, представленої у формі кулі — балона, зображений шаттл «Атлантіс» на орбіті Землі в оточенні своїх корисних навантажень: європейського багаторазового супутника EURECA (причому супутник зображений у робочому стані: антени та сонячні батареї розкрито) та прив'язного супутника «TSS», який пов'язаний з орбітальним кораблем багатокілометровим тросом. Пурпуровий промінь, що виходить з електронного генератора у відсіку корисного навантаження, спірально завивається вгору, до магнітного поля Землі. На емблемі розміщено прапори учасників проєкту: США, Італія і емблема Європейського космічного агентства, між ними (на поверхні земної кулі) видно обриси європейського та американського континентів.

## Галерея

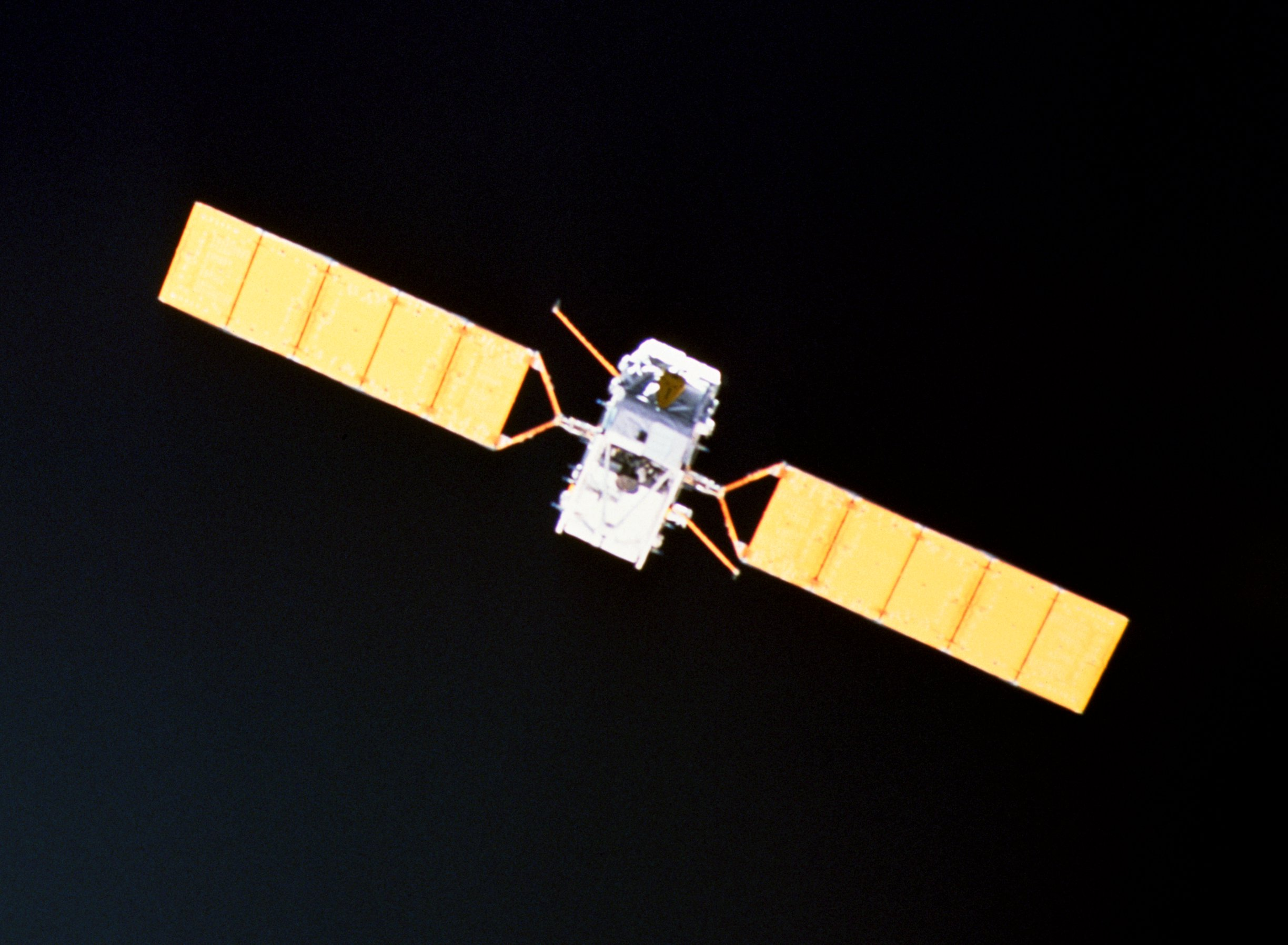
«EURECA» розгортання
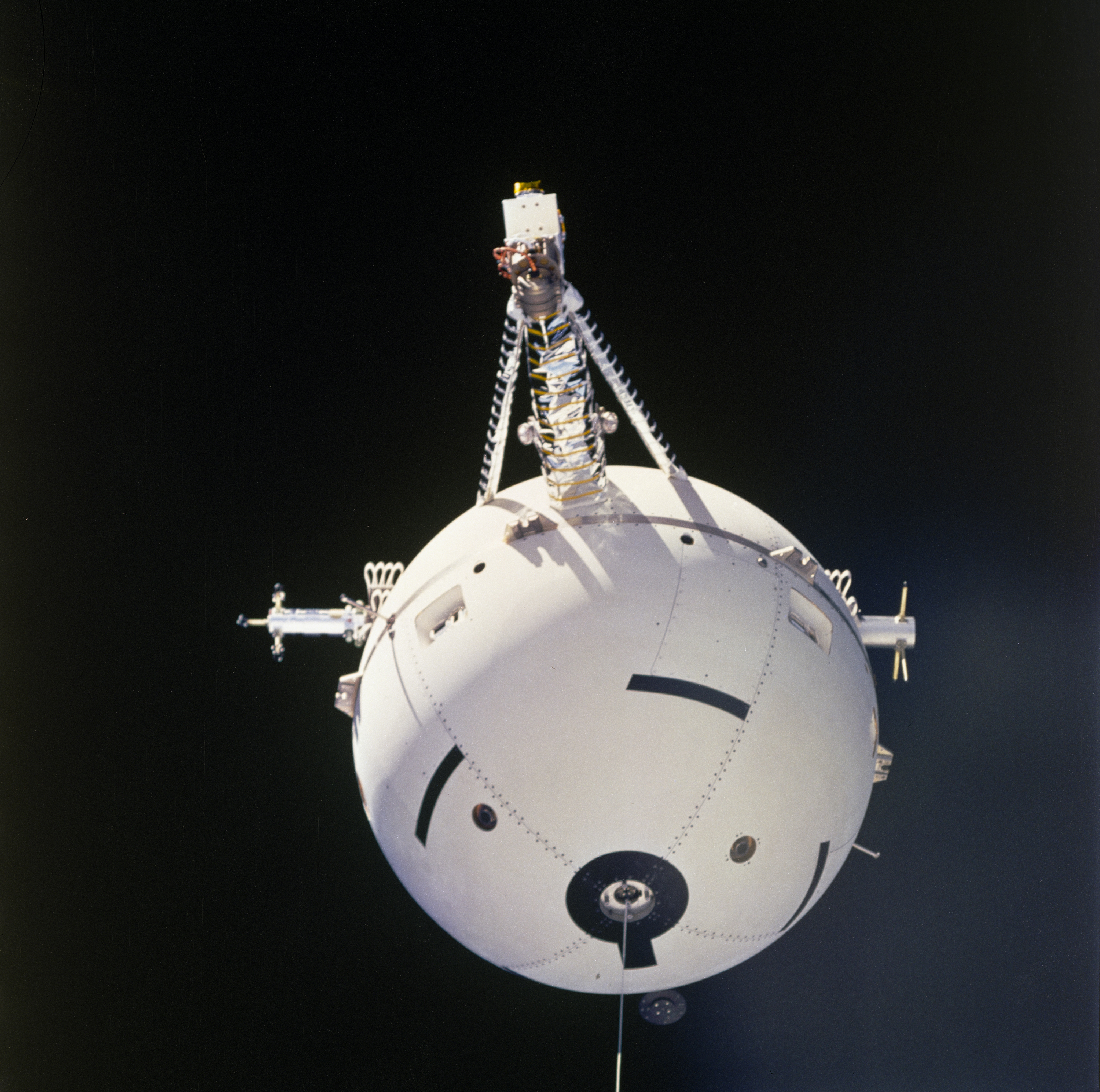
«TSS» супутник
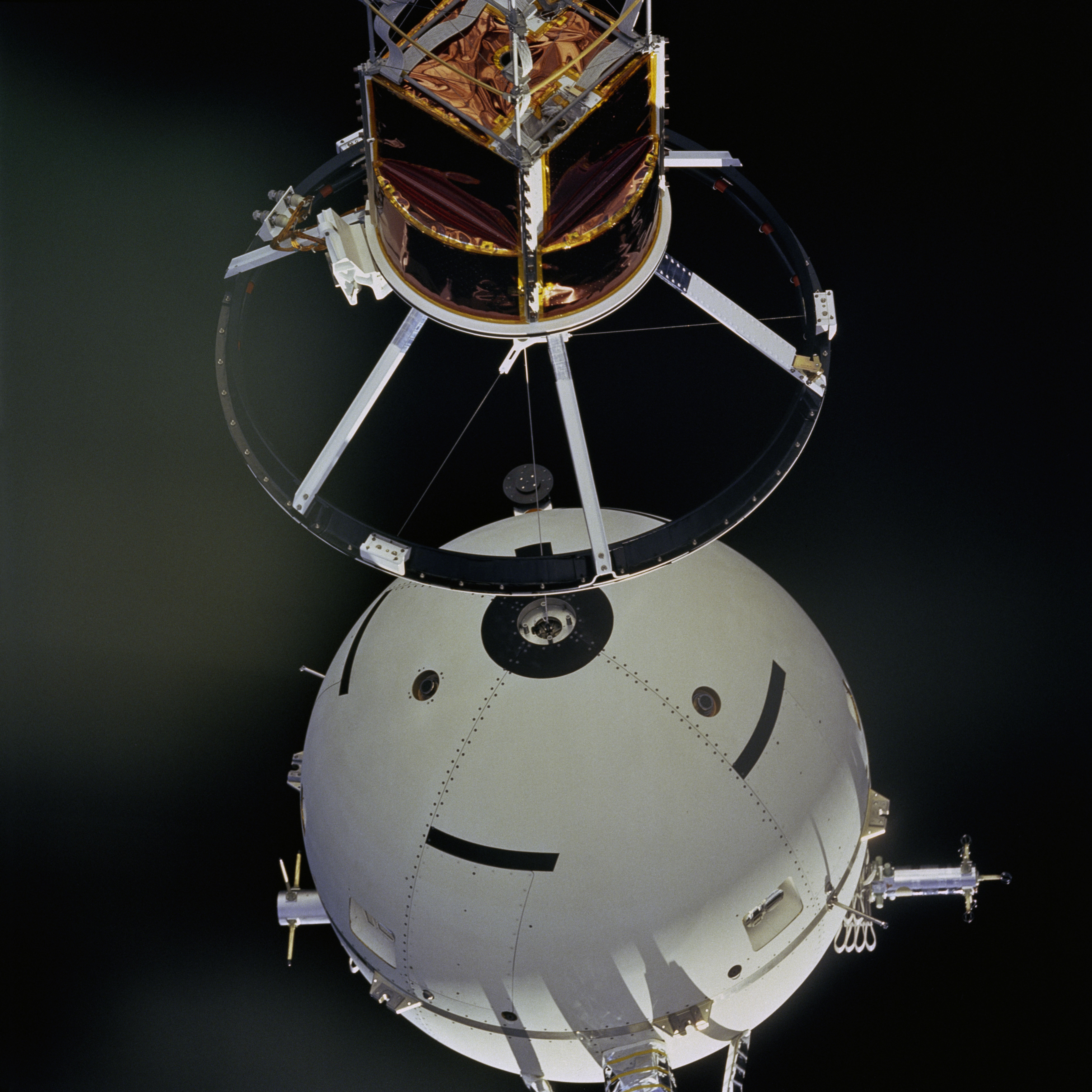
«TSS» розгортання
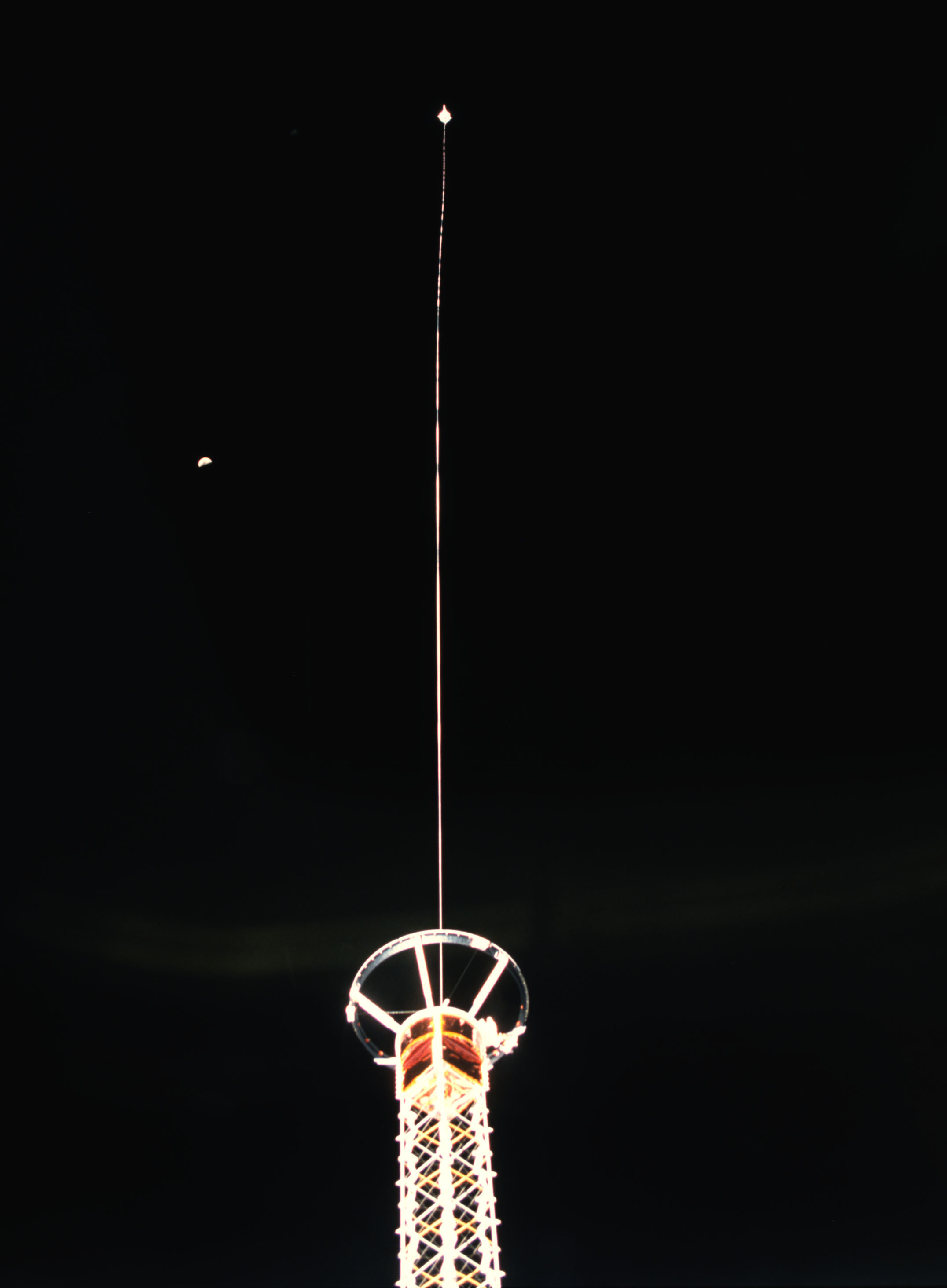
«TSS» розгортання